# Anna Schürch
Anna Schürch (* 1975 in Burgdorf BE) ist eine Schweizer Kunstpädagogin, Dozentin und Forscherin.

## Werdegang
Anna Schürch besuchte nach ihrer allgemeinen Hochschulreife den Vorkurs der Schule für Gestaltung in Bern. Anschliessend studierte sie Lehramt für bildende Kunst (LbK) an der Hochschule für Gestaltung und Kunst (HGK) in Basel, wo sie 2000 abschloss und für fünf Jahre als Assistentin am Studiengang tätig war. 2005 wurde sie wissenschaftliche Mitarbeiterin in Forschungsprojekten der HGK Basel. Im Studienjahr 2005/06 war sie zusätzlich Lehrbeauftragte im Bereich Kontextwissen.
Ende 2006 wechselte sie als wissenschaftliche Mitarbeiterin an die Zürcher Hochschule der Künste (ZHdK), Abteilung Kulturanalysen und -vermittlung. Ausserdem war sie 2007 freie Mitarbeiterin im Team der documenta 12 in Kassel tätig.
Seit 2008 ist Schürch als Dozentin und Mitglied des Kernteams des MA Art Education, Vertiefung Kunstpädagogik der ZHdK tätig und verantwortet dort seit  2019 den Forschungsschwerpunkt Kunstpädagogisches Wissen.
2019 schloss Schürch an der Universität für angewandte Kunst Wien ihr Doktoratsstudium mit einer Dissertation unter dem Titel Die Ausbildung der ZeichenlehrerInnen. Eine institutions- und diskursgeschichtliche Studie zur Kunstpädagogik in der Schweiz im 20. Jahrhundert ab.
Sie ist Gründungsmitglied der 2015 gegründeten Schweizerischen Fachgesellschaft für Kunstpädagogik mit Sitz in Basel und gehört dem Vorstand an. Sie ist auch Mitherausgeberin von SFKP e Journal Art Education Research.
Zusätzlich war sie über viele Jahre im Vorstand des Kaskadenkondensator Basel tätig und begleitete 2003 bis 2005/06 eine Reihe von Projekten für aktuelle Kunst und Performance.

## Publikationen
- Was heisst eigentlich genau 'Bildnerisches Gestalten'? Von der Historisierung der Fachbezeichnung zur impliziten Programmatik des Faches, in: Tagungsband der 5. Tagung Fachdidaktiken, hrsgg. von swissunversities 2022, S. 503–509, ISBN 978-3-033-09419-2.[5]
- Zukunft. Anregungen für die Forschung Art Education, Art Education Research Nr. 20 2021, mit Bernadett Settele[6]
- Kalkül und Kontingenz. Kunstbasierte Untersuchungen im Kunst- und Theaterunterricht. Kopaed München 2019, ISBN 978-3-86736-489-8.
- Über FLAKS (und darüber hinaus) – 5 Jahre Forschungslabor für Künste an Schulen. Art Education Research, Nr. 11, 2016, ISSN 1664-2805.
- KUNST auf FÜHREN. Performativität als Modus und Kunstform in der Kunstvermittlung. Art Education Research, Nr. 2, 2010.